# Siemomysł (imię)
Siemomysł, Siemimysł – staropolskie imię męskie, złożone z członów Siemo(i)- (psł. *sěmьja ma m.in. znaczenia „rodzina, ród; czeladź, służba, własność”) i -mysł („myśleć”). Imię to oznacza „myślący o swojej rodzinie”. Podobnie jak Siemowit, imię to było charakterystyczne dla Piastów mazowieckich.
Przez pewien okres imię było błędnie odczytywane jako Ziemomysł.
Siemomysł, Siemimysł imieniny obchodzi 14 września.
Znane osoby noszące imię Siemomysł: 
- Siemomysł – ojciec Mieszka I
- Siemomysł pomorski – ok. 1046
- Siemomysł inowrocławski (ur. 1245/1250, zm. 1287) – książę inowrocławski.

Istnieje słowacki odpowiednik tego imienia. 